# Локате ди Тријулци
Локате ди Тријулци (итал. Locate di Triulzi) је насеље у Италији у округу Милано, региону Ломбардија.
Према процени из 2011. у насељу је живело 9010 становника. Насеље се налази на надморској висини од 97 м.

## Становништво
Према резултатима пописа становништва 2011. у општини је живело 9.655 становника.
| 1931. | 1936. | 1951. | 1961. | 1971. | 1981. | 1991. | 2001. | 2011. |
| ----- | ----- | ----- | ----- | ----- | ----- | ----- | ----- | ----- |
| 3.265 | 3.551 | 4.639 | 5.996 | 6.501 | 6.586 | 8.148 | 8.222 | 9.655 |